# Untersturmführer
Untersturmführer naziv je za čin Schutzstaffela, stvoren u srpnju 1934. Čin vuče svoje korijene još iz čina SA-a - Sturmführera, koji je postojao još od osnutka SA-a 1921. Čin Untersturmführera bio je iznad Hauptscharführera (ili Sturmscharführera u Waffen SS-u) i niži od čina Obersturmführera.

## Pregled
Untersturmführer bio je najniži časnički čin običnoga SS-a, što danas odgovara činu poručnika ili podporučnika u većini vojski. Obilježje čina bile su tri srebrne točke na kolarnoj oznaci čina i na ramenima oznaka Wehrmachtovoga Leutnanta.  Da bi čovjek bio promaknut u čin Untersturmführera, morao je proći teže, drugačije provjere i ispite, nego u ostalim vojnim organizacijama gdje se lakše postajalo časnik.
U ranim danima SS-a, Untersturmführer je morao proći regularni kurs časnika da bi preuzeo dužnosti časnika i nije smatran nekom velikom čašću. Untersturmführer je u nekoliko slučajeva bio i dodijeljen čin, dan pripadnicima SS-a, iz razloga da bi odmah započeli časničku karijeru.  To je bio čest slučaj u tajnim organizacijama kao što je Gestapo i Sicherheitsdienst (SD).
1938., veličina i logistika SS-a zahtijevale su da se promijeni sustav dodjeljivanja činova, pa se čin Untersturmführera dodjeljivao teže i drugačije. Dodjeljivanje ovog čina razlikovalo se u Waffen SS-u i u Allgemeine SS-u.

## Allgemeine SS
U Allgemeine SS-u, promaknuće u čin Untersturmführera zahtijevalo je zadovoljavajuću službu u dočasničkom činu Hauptscharführera prije nego što bi se postalo časnik. Uz to, morala se dobiti preporuka od nadređenoga iz SS-a, zvana "Lebenslauf". "Lebenslauf" je sadržavao kronološke uspjehe kandidata za časnika zbog kojih bi isti trebao postati časnik.
Zbog kasnije izražene rasne politike, životopis ili Lebenslauf kandiadata-časnika pomno bi promotrio Ured osoblja SS-a (njemački: SS Personalhauptamt). Ako bi životopis kandidata-časnika bio podoban za promaknuće, njegov nadležni časnik bi predao životopis samome Himmleru koji bi donio konačnu odluku.
Između 1934. i 1938., Himmler bi osobno dolazio u pregled kandidata-časnika koji bi čekali promaknuće u Untersturmführera.  Međutim, kada je počeo Drugi svjetski rat, ljudstvo u SS-u postalo je ogromno, pa Himmler više nije mogao nadzirati većinu promaknuća.

## Waffen SS
Kako je Waffen SS smatran elitnim dijelom njemačkih Oružanih snaga, postajanje časnikom bio je težak i detaljan proces. Svi kandidati-časnici Waffen SS-a morali su pohađati SS-Junkerschulen (škola kandidata), koje su bile časničke akademije koje su obučavale buduće časnike Waffen SS-a.  Najpoznatija takva akademija bila je u Bad Tölzu u Bavarskoj.
Da bi čovjek pohađao SS Junkerschule morao je prethodno biti dočasnik Waffen SS-a i preporučen od strane nadređenoga. Preproučeni su bili psihički i politički pregledavani, no osim toga gledano je njihovo porijeklo zbog rasne politike. Ako bi čovjeku bilo odobreno pohađanje SS Junkerschule, postao bi časnik-kandidat, a obilježje čina bilo je isto kao najviši dočasnički čin.
| Stupanj obrazovanja časnika-kandidata | Čin Waffen SS-a  |
| Stupanj obrazovanja časnika-kandidata |                  |
| Standartenoberjunker                  | Hauptscharführer |
|                                       |                  |
| Standartenjunker                      | Oberscharführer  |
|                                       |                  |
| Oberjunker                            | Scharführer      |
|                                       |                  |
| Junker                                | Unterscharführer |

Ispit za časnika obuhvaćao je fizički ispit, pisaći ispit i taktički i vodni dar pod promatranjem.  Kada bi se dostigao stupanj Standartenoberjunker, časnik-kandidat mogao je nositi časničke oznake i išao bi na konačnu terensku izobrazbu gdje bi bio raspoređen u neku od jedinica.
Kada bi se svi ispiti završili, časnik-kandidat išao bi na upoznavanje s časničkim korpusom SS-a, gdje bi se održala posebna ceremonija i dodjeljivanje časničkoga mača. Prosječna izobrazba za časnika Waffen SS-a trajala je 16 mjeseci.

## Kraj rata
Kako se Drugi svjetski rat približio kraju, zahtjevi za časničkom naobrazbom su opadali. 1945. postalo je uobičajeno da lokalni časnici u Waffen SS-u daju čin Untersturmführera kada to zahtjeva ljudstvo na bojištu. U Allgemeine SS-u i sigurnosnim postrojbama RSHA-a, promaknuće u Untersturmführera i dalje je zahtijevalo teške ispite, a u travnju 1945. pronađeni su časnici-kandidati koji su još čekali svoju časničku ceremoniju.